# Ulmensplintkäfer

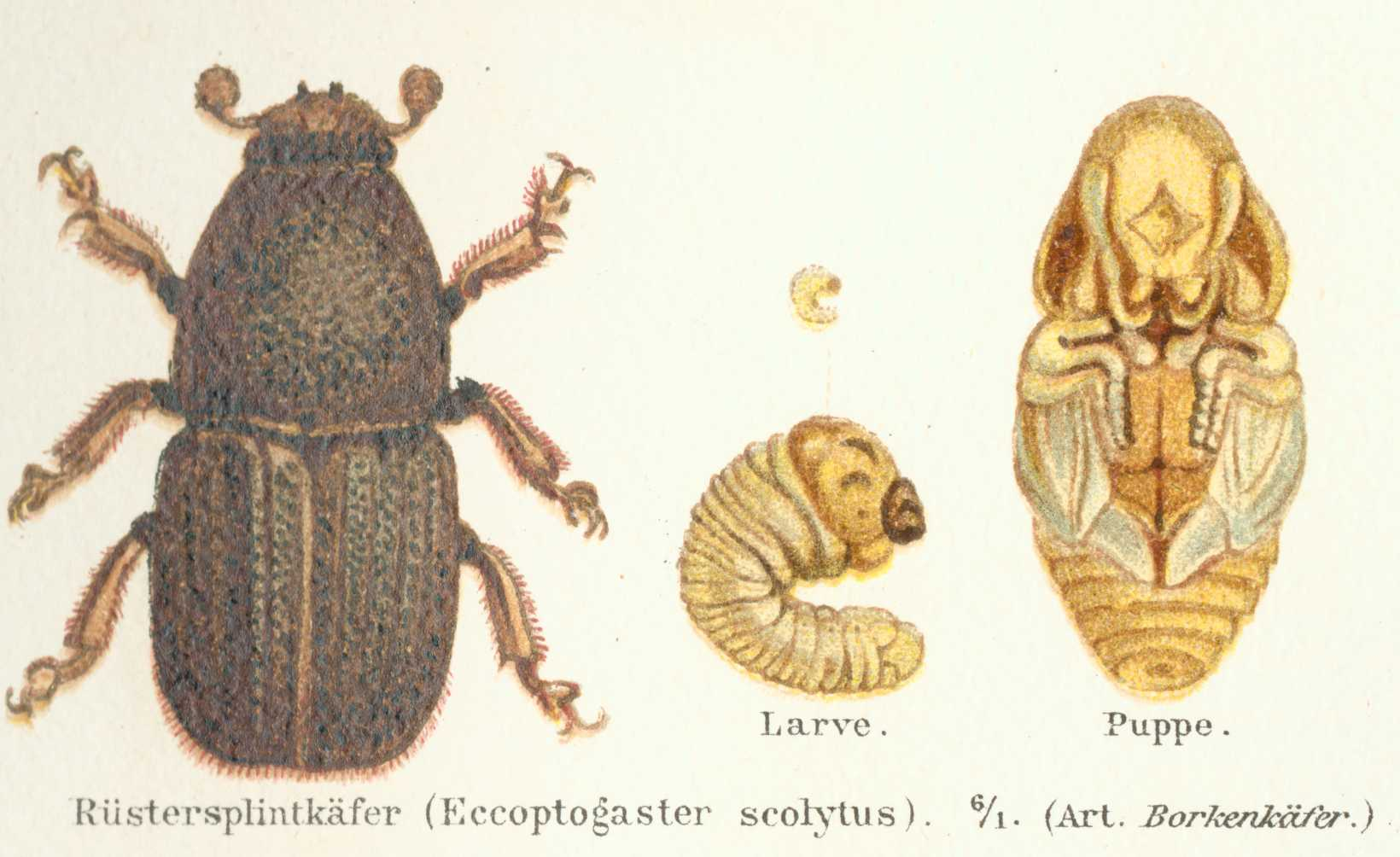
Großer Ulmensplintkäfer (Scolytus scolytus)

Mit dem Begriff Ulmensplintkäfer bezeichnet man verschiedene Arten der zur Unterfamilie der Borkenkäfer gehörenden Gattung der Splintkäfer (Scolytus), die an Ulmen leben. Sie sind als Überträger des Schlauchpilzes Ophiostoma novo-ulmi, der das Ulmensterben in Europa verursacht, bekannt.
Oft ist mit „Ulmensplintkäfer“ der Große Ulmensplintkäfer gemeint, der im mitteleuropäischen Raum häufigste unter diesen Arten. Gebietsweise kann jedoch auch der Mittlere Ulmensplintkäfer stark vertreten sein. 
An der Ulme leben folgende Splintkäferarten:
- Scolytus ensifer
- Scolytus kirschii
- Scolytus laevis (Mittlerer Ulmensplintkäfer)
- Scolytus multistriatus (Kleiner Ulmensplintkäfer)
- Scolytus pygmaeus (Zwergsplintkäfer)
- Scolytus scolytus (Großer Ulmensplintkäfer)
- Scolytus zaitzevi